# Open University UK PT501
Open University UK PT501 (PT501) је кућни рачунар фирме Open University, UK који је почео да се производи у Уједињеном Краљевству током 1979. године.
Користио је Intel микропроцесорску јединицу а RAM меморија рачунара је имала капацитет од 128 бајтова? (у 8049 микропроцесору).

## Детаљни подаци
Детаљнији подаци о рачунару PT501 су дати у табели испод.
|                       |                                                |
| [ 1 ]                 |                                                |
| Произвођач            |                                                |
| Тип                   | кућни рачунар                                  |
| Меморија              | 128 бајтова? (у 8049)                          |
| Поријекло             | Уједињено Краљевство                           |
| Година                | 1979                                           |
| Тастатура             | 21 тастера хексадецимална + функцијски тастери |
| Процесор              |                                                |
| Фреквенција процесора | непознато                                      |
| RAM                   | 128 бајтова? (у 8049)                          |
| ROM                   | непознато                                      |
| Текст                 | 8-цифарни показивач са свијетлећим диодама     |
| Графика               |                                                |
| Боја                  |                                                |
| Звук                  | мали звучник                                   |
| Димензије             | непознато                                      |
| Портови               |                                                |
| Оперативни систем     |                                                |